# 扭稜小星形十二面體
在幾何學中，扭稜小星形十二面體是一種星形均勻多面體，索引為U40，由60個三角形面、12個正五邊形面和12個正五角星面組成，且有12組正五邊形面和正五角星面互相平行:174，為小星形十二面體經扭棱變換後的結果，具有二十面體群對稱性。
扭稜小星形十二面體的對偶多面體為中五角六十面体，並與反扭稜小星形十二面體拓樸同構。

## 性質
扭稜小星形十二面體一共有84個面、150條邊和60個頂點。在其84個面中，有60個正三角形面、12個正五邊形面和12個五角星面，換句話說，具有3條邊的面共60個且具有5條邊的面共24個。其12個正五邊形面和12個五角星面中，有12組正五邊形面和五角星面互相平行，這與截半大十二面體非常類似。:174其60個頂點每個頂點都是1個十角星、1個五角星和3個三角形的公共頂點，並且這些面在頂都周圍皆是依照五角星、三角形、五邊形、三角形、三角形和三角形的順序排列，在頂點圖中可以用(5⁄2,3,5,3,3)或(3.3.5⁄2.3.5)來表示。

### 表示法
扭稜小星形十二面體在考克斯特—迪肯符号中可以表示為（s5⁄2s5s），在施莱夫利符号中可以表示為sr{5⁄2,5}，在威佐夫記號中可以表示為| 2 5⁄2 5。

### 尺寸
若扭稜小星形十二面體的邊常為單位長，則其外接球半徑為多項式{\displaystyle 64x^{4}-192x^{3}+180x^{2}-65x+8}之較大正實根（約為1.6242）的平方根，約為1.27443994：
{\displaystyle {\sqrt {\operatorname {root} \left(64x^{4}-192x^{3}+180x^{2}-65x+8\right)}}\approx 1.27443988203802179}
中分球半徑則為多項式{\displaystyle 256x^{4}-512x^{3}+240x^{2}-28x+1}之正實根的平方根：
{\displaystyle {\sqrt {\operatorname {root} \left(256x^{4}-512x^{3}+240x^{2}-28x+1\right)}}\approx 1.172261495114928}

### 頂點座標
扭稜小星形十二面體的頂點座標為下列座標的偶置換：
(±2α, ±2, ±2β),
(±(α+β/τ+τ), ±(-ατ+β+1/τ), ±(α/τ+βτ-1))、
(±(-α/τ+βτ+1), ±(-α+β/τ-τ), ±(ατ+β-1/τ))、
(±(-α/τ+βτ-1), ±(α-β/τ-τ), ±(ατ+β+1/τ)) 與
(±(α+β/τ-τ), ±(ατ-β+1/τ), ±(α/τ+βτ+1))，
帶有偶數個正號，其中
β = (α2/τ+τ)/(ατ−1/τ)，
當中的 τ = (1+√5)/2為黃金比例且
α是多項式τα4−α3+2α2−α−1/τ的正實根，約為0.7964421。
若上述座標使用奇置換並帶有奇數個正號的話，則會得到扭稜小星形十二面體的另一種形式，即另一種形式的對映體。